# كينيث بارتليت
كينيث بارتليت (بالإنجليزية: Kenneth Bartlett)‏ هو منافس ألعاب قوى أمريكي، ولد في 23 أكتوبر 1896، وتوفي في 30 ديسمبر 1946.

## وصلات خارجية
- كينيث بارتليت على موقع أوليمبيديا (الإنجليزية)